# Daniel Larsson
Daniel Alexander Larsson (Göteborg, 25 gennaio 1987) è un ex calciatore svedese, di ruolo attaccante.

## Biografia
È fratello maggiore di Sam Larsson.

## Palmarès

### Club

#### Competizioni nazionali
- Superettan: 1

Häcken: 2004
- Campionato svedese: 1

Malmö FF: 2010
- Coppa di Turchia: 1

Akhisar Belediyespor: 2017-2018
- Supercoppa di Turchia: 1

Akhisar Belediyespor: 2018